# Summerlin South
Summerlin South és una concentració de població designada pel cens dels Estats Units a l'estat de Nevada. Segons una estimació del 2008 tenia 28.254 habitants.

## Demografia
Segons el cens del 2000, Summerlin South tenia 3.735 habitants, 1.567 habitatges, i 1.102 famílies La densitat de població era de 35,33 habitants per km².
Dels 1.567 habitatges en un 25,5% hi vivien nens de menys de 18 anys, en un 59,4% hi vivien parelles casades, en un 7,1% dones solteres, i en un 29,7% no eren unitats familiars. En el 21,3% dels habitatges hi vivien persones soles el 2,3% de les quals corresponia a persones de 65 anys o més que vivien soles. El nombre mitjà de persones vivint en cada habitatge era de 2,38 i el nombre mitjà de persones que vivien en cada família era de 2,77.
Per edats la població es repartia de la següent manera: un 20,0% tenia menys de 18 anys, un 6,2% entre 18 i 24, un 39,2% entre 25 i 44, un 26,8% de 45 a 64 i un 7,8% 65 anys o més.
L'edat mediana era de 36,0 anys. Per cada 100 dones hi havia 103,21 homes. Per cada 100 dones de 18 o més anys hi havia 100,34 homes.
La renda mediana per habitatge era de 64.784$ i la renda mediana per família de 69.250$. Els homes tenien una renda mediana de 51.611$ mentre que les dones 31.734$. La renda per capita de la població era de 33.017$. Aproximadament l'1,3% de les famílies i el 3,2% de la població estaven per davall del llindar de pobresa.

## Poblacions més properes
El següent diagrama mostra les poblacions més properes.